# Phragmocauma bambusae
Phragmocauma bambusae är en svampart som beskrevs av Höhn. 1932. Phragmocauma bambusae ingår i släktet Phragmocauma och familjen Phyllachoraceae.   Inga underarter finns listade i Catalogue of Life.